# James Bond
För andra betydelser, se James Bond (olika betydelser).
James Bond (även Agent 007) är en fiktiv brittisk spion som skapades 1953 av Ian Fleming. Efter Flemings död 1964 har Bond fortsatt som litterär skapelse i händerna på bland andra Kingsley Amis och John Gardner.
James Bond har blivit kanske mest känd genom de 25 långfilmer som är några av de mest framgångsrika i filmhistorien. Filmerna har haft ett stort inflytande på hur actionfilmgenren utvecklats.
Dessutom förekommer James Bond i ett antal TV-spel, datorspel och i serieform. Figuren har ofta parodierats i både film och TV. En av de mer kända parodierna spelas av Mike Myers i Austin Powers-filmerna.

## James Bond
James Bond arbetar för den brittiska underrättelsetjänsten MI6 under namnet Agent 007. 00-sektionen (som ger sina agenter "rätt att döda") styrs av M. De uppdrag som Bond får går ofta ut på att rädda världen från superskurkar och terrorister. Bond själv är känd för att vara en snobb; han går ofta klädd i smoking och dricker antingen dyr champagne (helst Dom Pérignon eller Bollinger) eller vodka martini ("skakad, inte rörd"). Han är också känd för att köra omkring i sportbilar med häpnadsväckande extrautrustning som MI6:s rustmästare Q förser honom med. Han lever som om varje dag vore den sista och varvar farligheterna med lyx och vackra kvinnor.

## James Bond-böckerna
James Bond skapades 1953 av den engelske journalisten Ian Fleming, som själv varit underrättelseofficer under andra världskriget. De flesta biografiförfattare är överens om att James Bond till stor del baseras på Fleming själv. Då Fleming romantiserade sina egna erfarenheter, ville han ge sin huvudperson ett alldagligt och tråkigt namn. Han hittade det på omslaget till boken Birds of the West Indies av ornitologen James Bond. (I Bond-filmen Die Another Day gör man en anspelning på detta genom att låta James Bond finna just Birds of the West Indies i bokhyllan hemma hos en sovande agent.)
Sammanlagt skrev Fleming 14 böcker om James Bond, alla under sina semestrar i sitt hus Goldeneye på Jamaica. Böckerna ges fortfarande ut i nya upplagor.
Alla Flemings romaner har inte blivit filmatiserade, däremot finns det för varje Fleming-bok en film med samma titel. Dock är inte alla filmer direkt baserade på böckerna. Exempelvis har inte böckerna Attentat (Moonraker) och Mannen med den gyllene pistolen speciellt mycket att göra med filmen med samma namn , och filmen Älskade Spion är ett originalmanus som lånat titeln av Fleming.
Ian Flemings böcker fick sitt stora genombrott när USA:s president John F. Kennedy hade med en av böckerna, (Agent 007 ser rött), på sin tio-i-topp-lista.

### Böcker efter Flemings död
Sedan Flemings död har sammanlagt fyra andra författare fått det officiella uppdraget att skriva ytterligare böcker med James Bond som huvudperson. Först funderade förlaget på att låta olika författare skriva varsin bok om James Bond under samma pseudonym. Det blev bara en, av Kingsley Amis, vars namn blev "Colonel Sun" (svensk titel: Överste Sun).  Boken har inte filmatiserats. Stilmässigt är detta den bok som ligger närmast Flemings böcker av de efterföljande författarnas verk, med en exotisk miljö och ett sadistiskt äventyr.
Därefter skrev John Gardner femton böcker mellan 1981 och 1996. Gardner gjorde tidigt klart att hans Bond inte var densamma som Flemings Bond. Språket var inte lika detaljerat, platserna inte lika exotiska, och böckerna var avgjort färgade av filmerna med tekniska prylar och bilar, snarare än kamp man mot man. Ingen av hans böcker kommer någonsin att filmatiseras - det står i kontraktet.
Sedan tog Raymond Benson över rollen som författare av Bondböcker och skrev sex romaner. Benson är en amerikansk Bond-fantast som skrev fackboken The James Bond bedside companion (1984). Hans böcker bröt än en gång med den litterära Bond-traditionen genom att frångå Gardners kontinuitet och uppdatera Bond till 1990-talet. Bensons böcker kommer heller aldrig att filmatiseras. Däremot har Benson skrivit romanversioner av filmmanusen Tomorrow Never Dies, The World is Not Enough och Die Another Day.
Därefter skrev Ian Fleming Publications kontrakt med Charlie Higson. Han skrev fem böcker om den unge James Bond. Den första boken i serien, SilverFin, kom ut i maj 2005. Den kom i svensk översättning (Silverfena) från Tidens förlag under våren 2006. Den andra boken i serien, Blodsfeber, utkom 2007. De övriga tre böckerna i serien har ännu inte översatts till svenska.
2008 firades 100-årsminnet av Ian Flemings födelse. I samband med detta fick Sebastian Faulks i uppdrag att skriva en jubileumsroman om James Bond. Boken fick namnet Devil May Care (svensk översättning: I djävulens tjänst, utgiven på Forum 2008). 2010 annonserades att Jeffery Deaver kommer att skriva åtminstone en bok om Bond.

## James Bond-filmerna

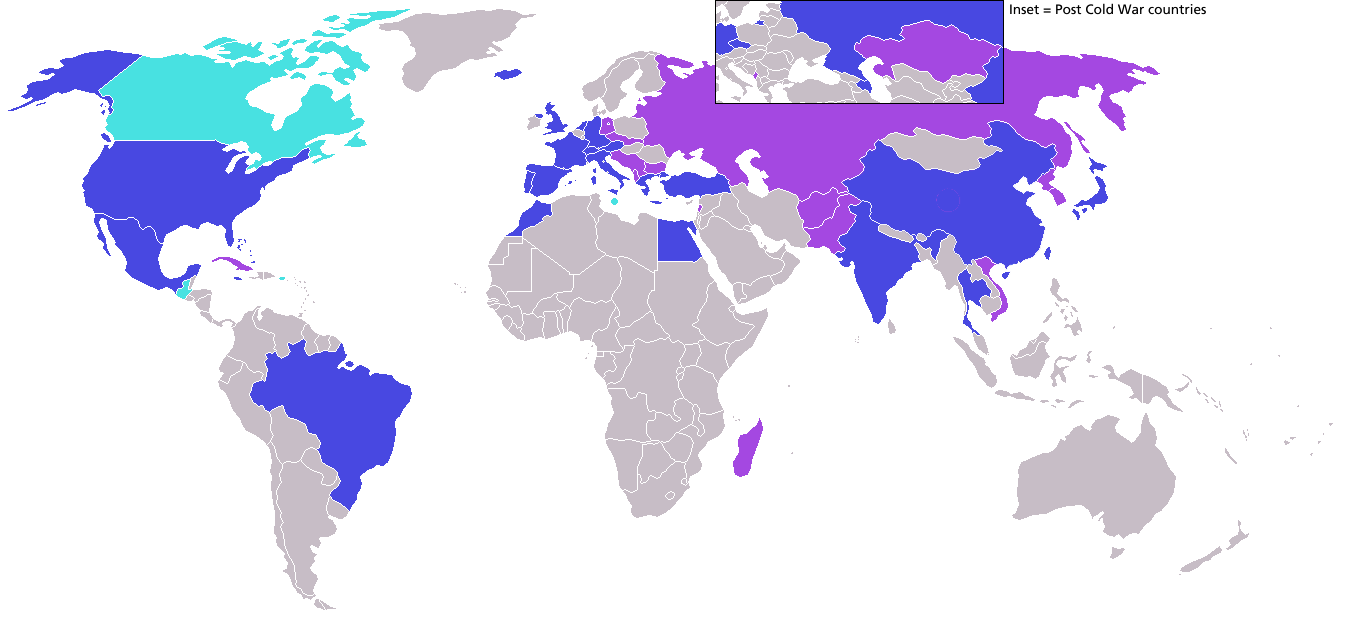
De platser i världen Bond har varit på. Mörkblå länder har figurerat och verkligen besökts. Lila länder har bara besökts i filmerna, men inte under inspelningarna. Ljusblå länder har filmerna spelats in i, utan att anges i filmerna.

### Allmänt om James Bond på film
Filmerna om agent 007 är den tidsmässigt längsta serien filmer i filmhistorien (med 60-årsjubileum år 2022) och dessutom den som tjänat in mest pengar. De 25 Bondfilmer som har producerats av EON Productions har dragit in drygt 6 miljarder amerikanska dollar enbart i biointäkter. Räknas intäkterna från samtliga filmer om till dagens penningvärde stiger summan till över 13 miljarder amerikanska dollar. Närmaste konkurrenten är Harry Potter-filmerna, tar man hänsyn till inflationen under Bondfilmernas halvsekel långa historia är emellertid James Bond-serien ohotad etta. Alla tiders största Bondsuccé var länge  Åskbollen som spelade in, omräknat i dagens penningvärde, drygt en miljard amerikanska dollar, det vill säga ungefär lika mycket som Sagan om ringen-filmerna. Den 23:e Bondfilmen Skyfall slog emellertid det rekordet och hade i slutet av februari 2013 spelat in över 1,1 miljarder amerikanska dollar.
Bondforskare menade redan i slutet av 1990-talet att uppskattningsvis en fjärdedel av jordens befolkning har sett åtminstone en Bondfilm, detta trots att bondfilmerna inte visats på bio i Kina förrän Casino Royale som hade premiär den 30 januari 2007.

### Albert R. Broccoli och EON Productions filmserie
Serien började med Agent 007 med rätt att döda (engelsk titel: Dr. No) 1962 med den då okände skotske skådespelaren Sean Connery i huvudrollen, sedan Patrick McGoohan tackat nej och Eon gjort tummen ner för Richard Johnson. Producenterna Albert R. Broccoli och Harry Saltzman, som hade upptäckt böckerna på varsitt håll, köpte rättigheterna till så gott som alla Flemings böcker och började filmatisera dem.

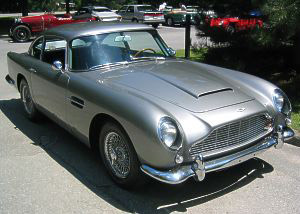
Aston Martin DB5 – den mest berömda av James Bonds bilar som gjorde sin premiär i Goldfinger

Succén var omedelbar, och när den tredje Bond-filmen Goldfinger kom drabbades hela världen av ”Bondmani” och agentfeber. Det kom många parodier. Efter fem filmer blev pressen till slut för hård för Connery som tackade nej till framtida filmer. Personen som kom att ta över rollen som Bond var dittills relativt okände George Lazenby. Av olika skäl sade Lazenby också nej efter bara en Bondfilm (se kommentarer till filmen I hennes majestäts hemliga tjänst), och filmbolaget tvingades att betala en stor summa för att få Connery att återvända till rollen ännu en gång, i filmen Diamantfeber 1971. (Sean Connery gjorde även huvudrollen i filmen Never Say Never Again 1983 hos ett annat filmbolag). 
Nästa film (Leva och låta dö) kom 1973, och rollen som James Bond gestaltades av Roger Moore. Stilen Moore fick spela på var betydligt mer humoristisk och mindre våldsam än vad Connery fått spela i sina flesta filmer, undantaget Diamantfeber. Moores filmer gick bra, och startade en ny Bond-våg. Under 1970- och 1980-talen rådde stor oenighet om vilken Bond som var bäst.
När Moore ansåg att han blivit för gammal i mitten av 1980-talet, gick rollen över till Timothy Dalton, som varit på tal sedan slutet av 1960-talet. Dalton hann göra två filmer; Iskallt Uppdrag och Tid för hämnd, vilka fick blandat mottagande. Rättighetsproblem gjorde att inspelningarna av nästa film blev uppskjutna i sex år, och då passade Dalton på att tacka nej till ytterligare filmer.
Pierce Brosnan, som också varit omtalad tidigare, fick rollen, och spelade James Bond från 1995, i sammanlagt fyra filmer. Inför nästa Bondfilm Casino Royale, vilken var den första Fleming-baserade filmen sedan Iskallt Uppdrag, ersattes Brosnan av Daniel Craig. Casino Royale hade premiär hösten 2006, först i London den 14 november och den 24 november i Sverige. Daniel Craig hade kontrakt för sammanlagt fem filmer, och den senaste filmen, No Time to Die, hade världspremiär den 28 september 2021 efter att ha skjutits upp flera gånger på grund av Covid-19-pandemin.
EON Productions startades 1961 av Albert R. Broccoli och Harry Saltzman. Saltzman sålde sin del av bolaget 1975. Efter Broccolis död 1996 lever EON Productions vidare i släkten Broccoli.

### Skådespelare
Om man ser på EON-produktionerna av filmagenten James Bond, så har han gestaltats av:
- Sean Connery (6 filmer 1962–1967 och 1971)
- George Lazenby (1 film, 1969)
- Roger Moore (7 filmer 1973–1985)
- Timothy Dalton (2 filmer 1987–1989)
- Pierce Brosnan (4 filmer 1995–2002)
- Daniel Craig (5 filmer 2006–2021)

Genom de olika skådespelarnas rolltolkningar har James Bonds karaktär förändrats. Även intrigen har genomgått en del förändring. Från att handla om det kalla kriget till att på senare år handla om terrorism. Efter Sean Connery (och även George Lazenby) som tolkade Bond som en ganska allvarlig figur kom Roger Moore att förändra karaktären. Moore hade mer av "glimten i ögat" och fler putslustiga repliker. Filmerna med Moore i huvudrollen hade också fler komiska situationer. 

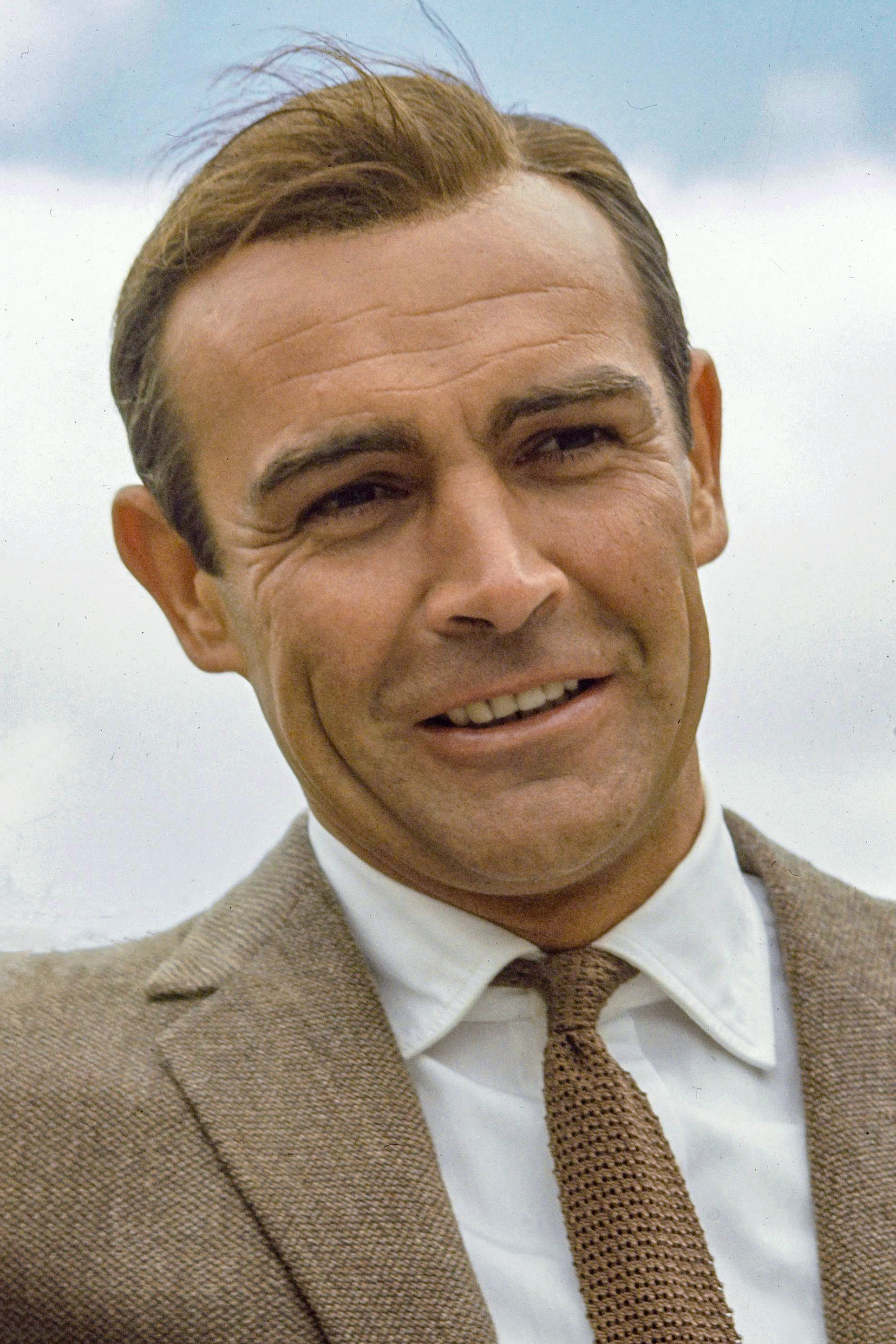
Sean Connery 1964.
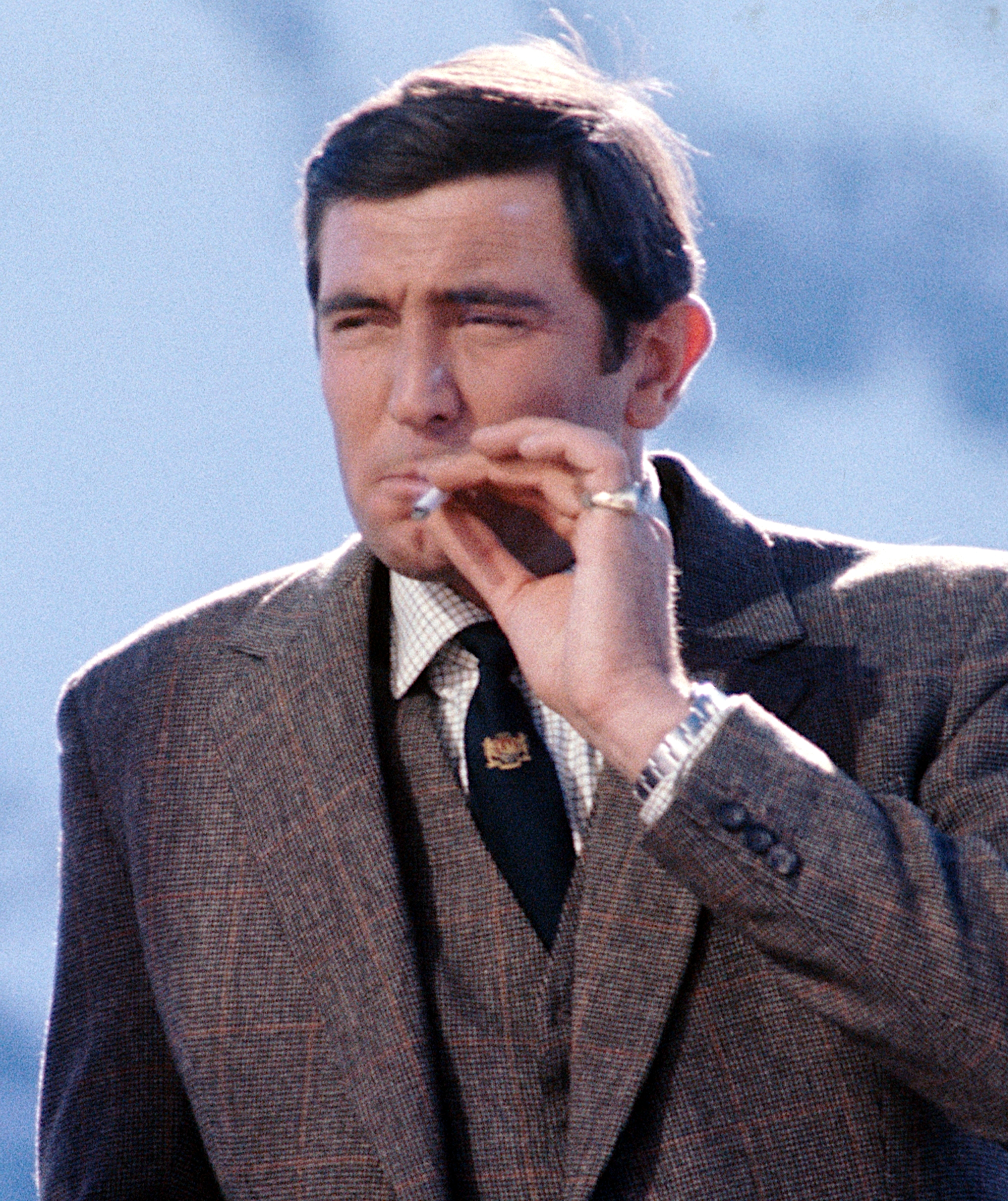
George Lazenby 1968.
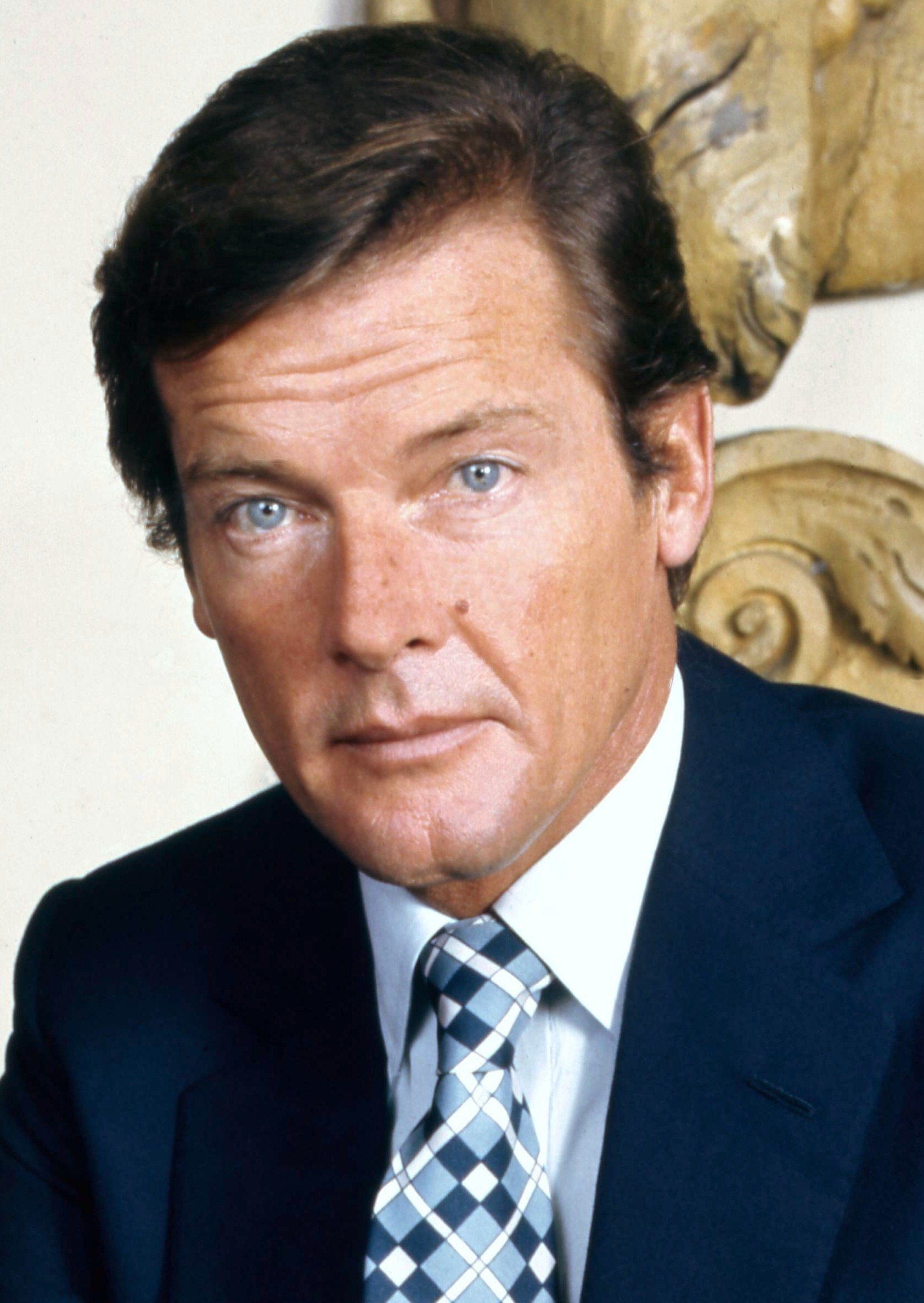
Roger Moore 1973.
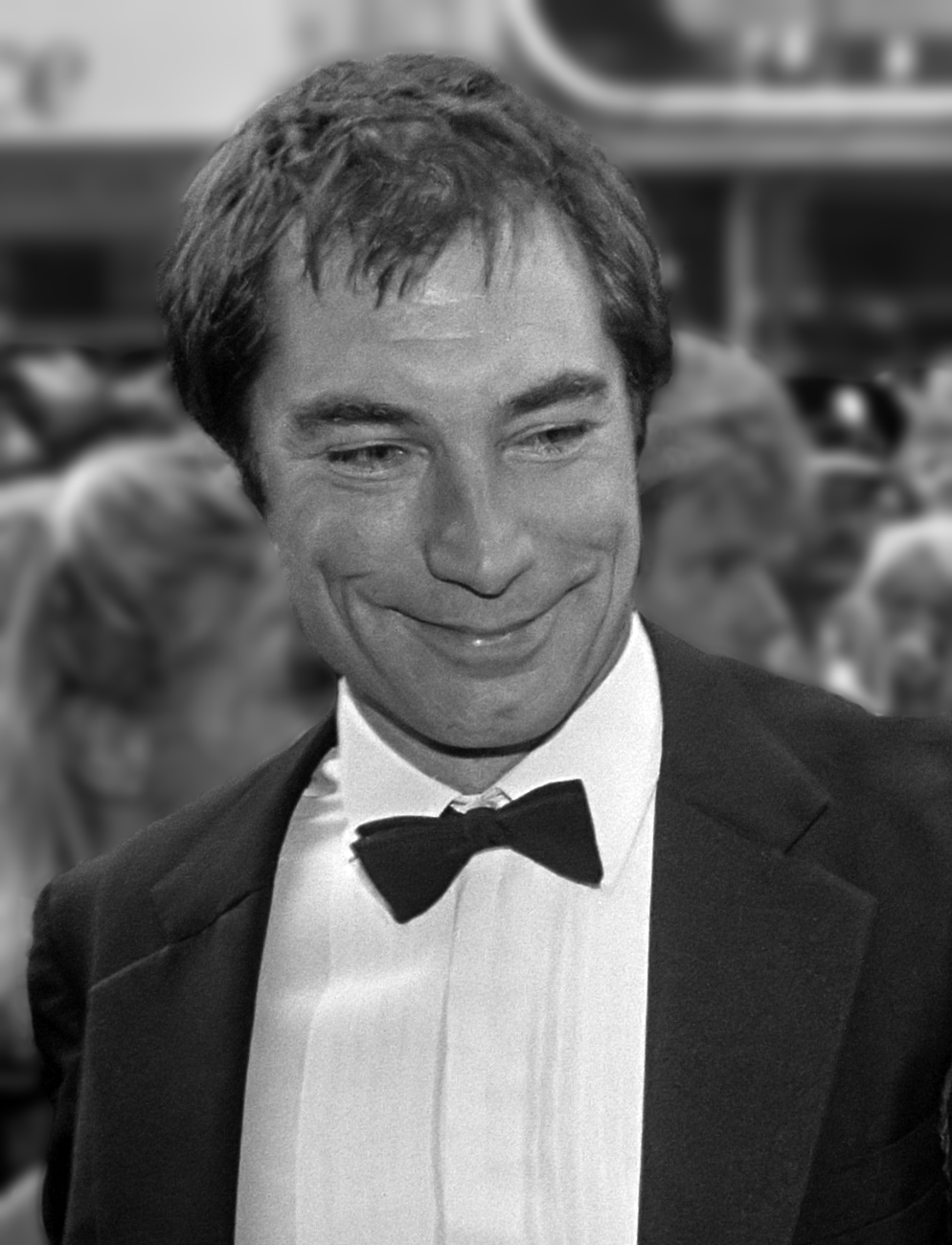
Timothy Dalton, 1987.
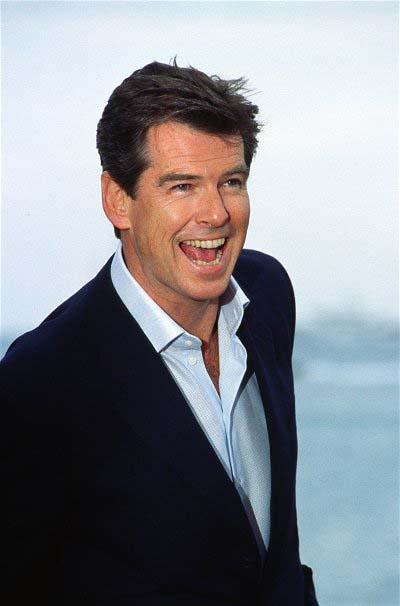
Pierce Brosnan 2002.
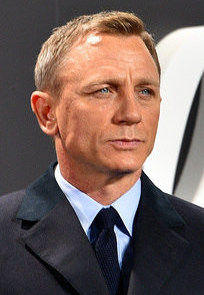
Daniel Craig 2015.

### Bilarna
Något annat som blivit intimt förknippat med James Bond och filmerna, är alla de olika bilar som Bond rattat genom åren, varav kanske den mest ikoniska är Bond Aston Martin DB5 från filmen Goldfinger. Upplägget är ofta att Bond besöker Q, varpå han tilldelas en ny bil, med uppmaningen att inte förstöra bilen. 
Valet av bilfabrikat har påverkats av vilken biltillverkare som betalat för produktplaceringen. I flera av Brosnans filmer så var det BMW som var vald partner, mycket beroende på att den engelska bilindustrin var död. I Casino Royale, med Daniel Craig i huvudrollen, var det Ford som var partner, vilket ledde till att flera bilmärken som för tillfället ägdes av Ford medverkade i filmerna, bland annat Volvo. Exemplet med just Ford i Casino Royale brukar anses som ett dåligt exempel på produktplacering.
Bilarna har ofta varit utrustade med ett antal mer eller mindre fantastiska tillbehör, som visar sig komma till hands under Bonds uppdrag. 
Några av de mer minnesvärda är Bonds Aston Martin Volante från Iskallt Uppdrag som utrustats med utfällbara skidor och spikförsedda däck. Men, den kanske mest minnesvärda är Bonds Lotus Esprit S1 från Älskade spion, som förvandlas till en ubåt under en biljakt.

### Bondfilmer producerade av andra bolag

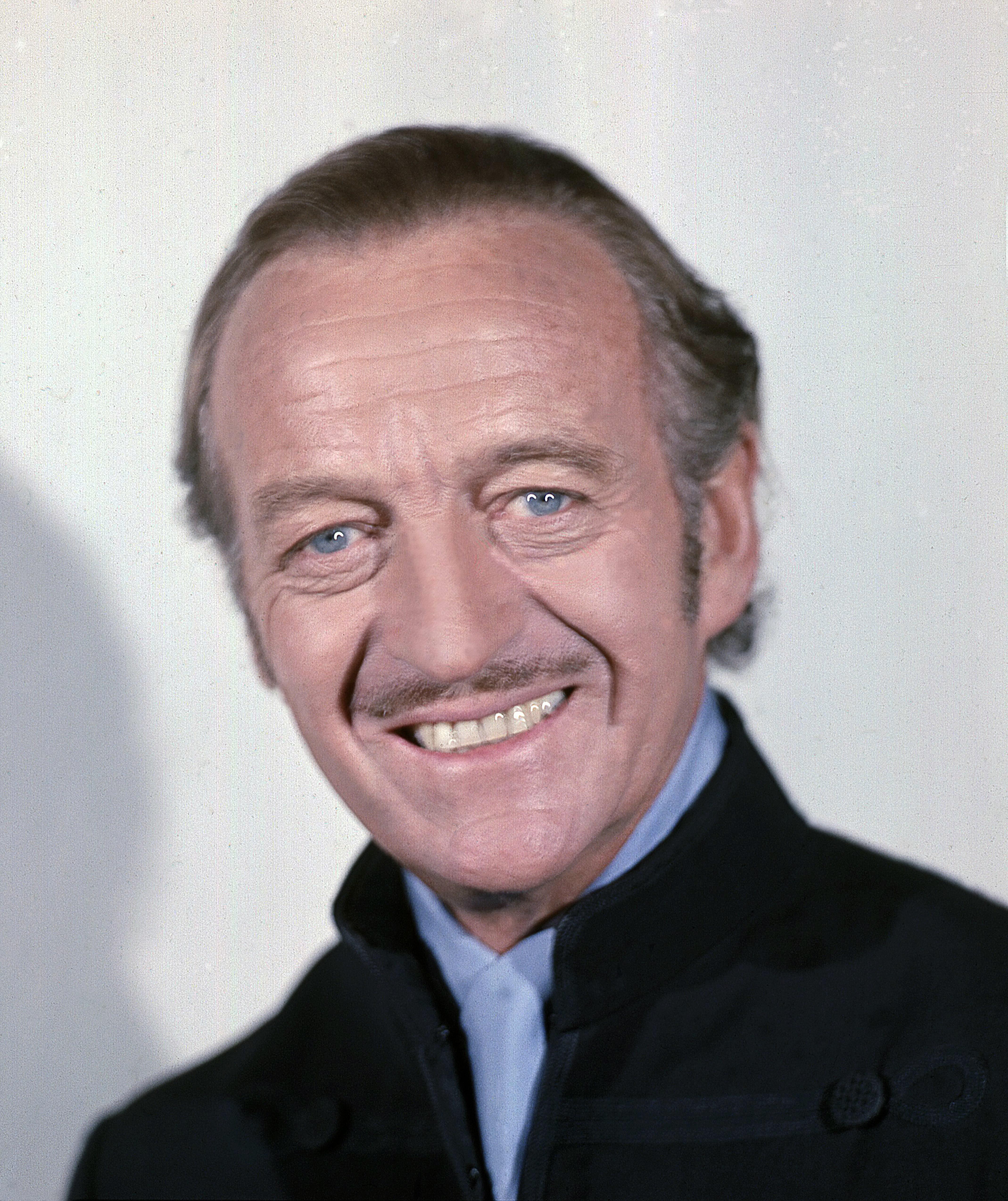
David Niven spelade Bond i parodin Casino Royale.

Agent 007 med rätt att döda var inte första gången James Bond gestaltades på film. Under 1950-talet sändes Casino Royale på amerikansk TV med Barry Nelson i huvudrollen och Peter Lorre som skurken Le Chiffre. Den förmodades länge vara förlorad för alltid, men 1981 återfanns en inspelning som nu finns att köpa.
Rättigheterna till Flemings romaner köptes under tidigt 1960-tal upp av Albert R. Broccoli och Harry Saltzman som tillsammans startade produktionsbolaget EON Productions. Dock ägdes rättigheterna till boken Casino Royale redan av ett annat produktionsbolag, och senare kom även rättigheterna till Åskbollen att falla i andra händer. I och med att EON:s filmer blev så populära ville även de andra produktionsbolagen också göra filmer av sina böcker. Kevin McClory som tilldelades rättigheterna till Åskbollen i en segdragen rättegång lyckades få till ett samarbete med Saltzman och Broccoli, vilket resulterade i filmen Åskbollen, medan Charles K. Feldman som ägde Casino Royale-rättigheterna inte lyckades och därför gjorde en film utan inblandning av EON, Casino Royale. Det finns många skillnader mellan den och Bondfilmerna från EON Productions, till exempel saknade Casino Royale den berömda James Bond-musiken och skådespelaren Sean Connery som då var extremt förknippad med rollen som Bond. 
Tio år efter Åskbollens premiär återgick rättigheterna till att filma boken Åskbollen till McClory, som genast började arbeta på ett projekt som fick namnet Warhead. EON försökte stoppa projektet men i början av 1980-talet hade McClory lyckats övertala Sean Connery att återvända till rollen som James Bond och 1983 fick nyinspelningen av Åskbollen, Never Say Never Again premiär. Även denna skilde sig på många sätt från EON:s filmer.

### Lista över EON Productions filmer
1. 1962 – Agent 007 med rätt att döda (Dr. No) – Sean Connery
2. 1963 – Agent 007 ser rött (From Russia with Love) – Sean Connery
3. 1964 – Goldfinger – Sean Connery
4. 1965 – Åskbollen (Thunderball) – Sean Connery
5. 1967 – Man lever bara två gånger (You Only Live Twice) – Sean Connery
6. 1969 – I hennes majestäts hemliga tjänst (On Her Majesty's Secret Service) – George Lazenby
7. 1971 – Diamantfeber (Diamonds Are Forever) – Sean Connery
8. 1973 – Leva och låta dö (Live and Let Die) – Roger Moore
9. 1974 – Mannen med den gyllene pistolen (The Man with the Golden Gun) – Roger Moore
10. 1977 – Älskade spion (The Spy Who Loved Me) – Roger Moore
11. 1979 – Moonraker – Roger Moore
12. 1981 – Ur dödlig synvinkel (For Your Eyes Only) – Roger Moore
13. 1983 – Octopussy – Roger Moore
14. 1985 – Levande måltavla (A View To A Kill) – Roger Moore
15. 1987 – Iskallt uppdrag (The Living Daylights) – Timothy Dalton
16. 1989 – Tid för hämnd (Licence To Kill) – Timothy Dalton
17. 1995 – Goldeneye – Pierce Brosnan
18. 1997 – Tomorrow Never Dies – Pierce Brosnan
19. 1999 – Världen räcker inte till (The World Is Not Enough) – Pierce Brosnan
20. 2002 – Die Another Day – Pierce Brosnan
21. 2006 – Casino Royale – Daniel Craig
22. 2008 – Quantum of Solace – Daniel Craig
23. 2012 – Skyfall – Daniel Craig
24. 2015 –  Spectre – Daniel Craig
25. 2021 –  No Time to Die – Daniel Craig

### Lista över andra produktioner
- 1954 – Casino Royale – Barry Nelson
- 1967 – Casino Royale – David Niven
- 1983 – Never Say Never Again – Sean Connery
- 2017 – Black Light – den sista riktiga Bondfilmen – Anders Cöster

### Priser till Bondfilmerna
James Bondfilmerna har bland annat fått följande priser:
| Film       | År   | Pris  | Kommentar                            |
| Goldfinger | 1965 | Oscar | Bästa ljudredigering                 |
| Åskbollen  | 1966 | Oscar | Bästa specialeffekter                |
| Skyfall    | 2013 | Oscar | Bästa sång ("Skyfall")               |
| Skyfall    | 2013 | Oscar | Bästa ljudredigering                 |
| Spectre    | 2016 | Oscar | Bästa sång ("Writing's on the Wall") |

### Orsaker till Bondfilmernas popularitet
Filmserien om James Bond är ett unikt fenomen i filmhistorien, inte bara för att det är den filmserie som dragit in mest pengar, och inte heller för att det har kommit en Bondfilm ungefär vartannat år sedan 1962, utan för att den mer än någon annan serie filmer har format den moderna actionfilmen och fortfarande är en standard som många andra filmer och regissörer strävar efter att uppnå. Vissa hävdar till och med att Bondfilmerna utgör en egen genre.
När Bondfilmerna dök upp fanns det visserligen actionfilmer, då genren har funnits i stort sett ända sedan filmmediet uppfanns, men det rörde sig ofta om B-filmer, eller thriller-filmer med kortare actionsekvenser (till exempel Alfred Hitchcocks film I sista minuten). Bondfilmerna renodlade actionelementen, lade till en hel del lyx och flärd från de exotiska miljöerna, och viktigast av allt, de innebar en total verklighetsflykt med skurkar som ofta hade planer på att erövra världen - något som tidigare mest förekommit i billiga science fiction-historier - och de högteknologiska prylarna som Bond fick av Q. Troligen skulle många Bondälskare inte kunna tänka sig en Bondfilm utan ett besök i Q:s verkstad där Bond förses med nya hjälpmedel.
Alla Bondfilmer fram till slutet av 1980-talet spelades in när kalla kriget rasade. Idag anser många att producenterna gjorde ett genidrag[källa behövs] när konflikten mellan supermakterna tonades ner i handlingen. Istället för ryssar fick Bond tampas med superskurkar som eftersträvade världsherravälde, ofta genom att spela ut väst mot öst. I flera filmer samarbetar därför Bonds MI6 och KGB öppet. M:s motsvarighet i KGB, General Gogol som deltar i sex filmer 1977-1987 är bara en tydlig motståndare till Bond i en enda film (Ur dödlig synvinkel, 1981) och inte ens där är han någon egentlig fiende. I Levande måltavla (1985) tilldelas Bond av Gogol till och med Leninorden.

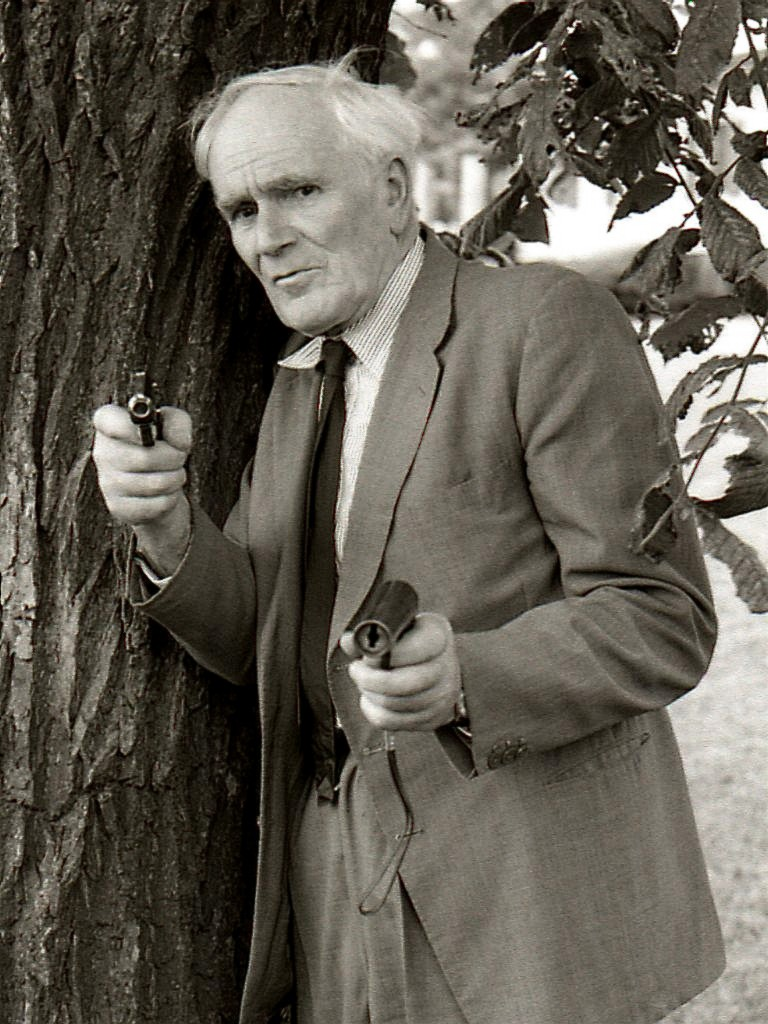
Desmond Llewelyns framträdanden som Q var en del av Bondfilmernas dramaturgi.

Många anser också att den så kallade Bondmallen är en av de stora orsakerna till att filmerna har gått så bra. Teorin utvecklades av Kingsley Amis i början av 1960-talet, när han analyserade Flemings böcker efter mönster, men utvecklades av Umberto Eco som letade efter symboler i Bondböckerna. Tanken har sedan fått fäste, och i och med filmen Goldfinger när intresset för Bond hade byggts upp ordentligt och kritikerna hade fått tillräckligt med material, överfördes den till filmerna.
Enligt den teorin följer alla Bondfilmer samma händelsemönster, där vissa inslag är obligatoriska, och bidrar till populariteten. Några av de händelser som är vanligast är: 
- en förtextsekvens där Bond utför ett fantastiskt stunt
- flörtandet med Miss Moneypenny
- möte med M där Bond får sitt uppdrag
- besöket hos Q
- ett första möte med skurken där Bond ofta retar upp honom genom att vinna ett spel
- Bond möter skurkens lakejer i envig
- Bond möter Bondbruden
- Bond fångas in, bjuds på mat och fängslas
- Bond flyr, dödar skurken och förstör dennes hemliga bas
- skurkens lakejer gör ett sista försök att döda Bond
- Bond och bruden återfinns på en exotisk plats

Trots de stora succéerna hävdar en hel del filmkritiker att Bonds era är förbi. Under slutet av 1960-talet kom de första stora beskrivningarna av Bond som sexist, under 1970-talet pekade många kritiker på att Bond var en förlegad ikon över antikommunismen och under 1980-talet kom de stora konkurrenterna i form av Die hard-filmerna, Dödligt vapen-serien, etc. Det har inte hindrat Bondfilmerna från att vara stora publikdragare. Tvärtom har de största problemen kommit från de rättsliga processerna: i mitten av 1960-talet och framåt om filmrättigheterna till boken Åskbollen, under 1970-talet om distributionsrättigheterna, under 1980-talet om Never Say Never Again, och under 1990-talet om video- och köpfilmsrättigheterna. Samtliga rättsprocesser har stoppat inspelningen av nya filmer, och verkar vara det enda som kan stoppa fenomenet James Bond.

## Bondfigurer
Följande figurer medverkar i fler än en av Bond-filmerna, och har ofta sin grund i Flemings böcker. För fler figurer se de individuella böckerna/filmerna:
- M – Bonds chef
- Q – (quartermaster) chef för prylavdelningen (”Q Branch”)
- Miss Moneypenny – M:s sekreterare
- Felix Leiter – CIA-agent
- Jack Wade – CIA-agent
- Bill Tanner – MI6 stabschef
- General Gogol – KGBs ordförande
- Ernst Stavro Blofeld – chef för S.P.E.C.T.R.E.
- Valentin Zukovsky – fd KGB/FSB-agent
- Hajen (Jaws) – yrkesmördare, hantlangare
- Sheriff J.W. Pepper –  Sheriff, Louisiana

### Bondbrudar
I varje bok och film brukar James Bond träffa en eller flera kvinnor som får en stor inverkan på honom och/eller historien. Den första skådespelaren som spelade en Bondbrud heter Linda Christian (i Casino Royale 1954). Några av de skådespelare som har gestaltat dem har blivit mycket framgångsrika efteråt, såsom Ursula Andress (Agent 007 med rätt att döda), Jane Seymour (Leva och låta dö), Britt Ekland och Maud Adams (Mannen med den gyllene pistolen, Octopussy), Kim Basinger (Never say never again), Izabella Scorupco och Famke Janssen (Goldeneye), Teri Hatcher (Tomorrow never dies), Denise Richards och Sophie Marceau (The world is not enough), Halle Berry och Rosamund Pike (Die another day), Eva Green (Casino Royale 2006) samt Olga Kurylenko (Quantum of Solace).

### Bondskurkar
Se även: Lista över Bondskurkar
Till skillnad från de flesta andra actionfilmerna är Bonds motståndare (med något enstaka undantag) inte ”simpla” knarkkungar eller mafiosos utan riktiga megaskurkar med planer för totalt världsherravälde eller till och med mänsklighetens utplåning. På senare tid har visserligen några actionfilmer försökt kopiera Bondfilmernas recept med megaskurkar men inte alls med samma framgång. Flera skurkar har någon form av fysisk defekt. Till exempel Le Chiffre i Casino Royale gråter blod, Scaramanga i Mannen med den gyllene pistolen har tre bröstvårtor, och Emilio Largo i Åskbollen har bara ett öga. Max Zorin i Levande måltavla var en produkt av nazistiska experiment under andra världskriget.
Megaskurkarna i Bondfilmerna anser många är en viktig orsak till filmseriens oerhörda popularitet. Bondfans har vid några filmer, inte minst vid Tid för hämnd, inspelad 1989) klagat på att skurken varit för simpel. I Tid för hämnd är huvudskurken Franz Sanchez den mest fruktade knarkhandlaren i Latinamerika men till skillnad från klassiska Bond-skurkar som Ernst Stavro Blofeld, Auric Goldfinger och Karl Stromberg saknade Sanchez planer för världsherravälde vilket många Bondfans inte uppskattade. Producenterna bakom Bondfilmerna har genom åren emellertid lyssnat på fansen och vid de följande filmerna var superskurkarna tillbaka.
Skurken i fråga har som regel nästan obegränsade ekonomiska resurser med osannolika huvudkontor. Oftast har Bonds motståndare försett sig med en i regel urstark (men oftast ointelligent) hantlangare. Med undantag av Bonds ärkefiende Ernst Stavro Blofeld som figurerar i många av de tidiga Bondfilmerna dödas alltid skurken i slutet av filmerna, i regel av Bond själv men det finns några undantag Åskbollen, Ur dödlig synvinkel och Casino Royale). Med undantag av Jaws (Hajen) som deltar i två filmer dödas alltid hantlangaren av Bond själv. Även hantlangarna har i flera fall fysiska defekter. Jaws har ståltänder, Tee Hee Johnson (Leva och låta dö) har en stålarm. En av de mest kända figurerna är Oddjob, Goldfingers livvakt och betjänt, med sin rakbladsvassa hatt som effektivt vapen.
Det är också vanligt att huvudskurken även har en kvinnlig medhjälpare och i några fall är denne i praktiken Bonds huvudmotståndare som Rosa Kleb (Agent 007 ser rött) och Elektra King (Världen räcker inte till). Med undantag av Irma Bunt (I hennes majestäts hemliga tjänst) dör alltid den kvinnliga skurken. I det senare fallet kan det ha berott på att hon var tänkt att återkomma i nästa film, men att den idén slopades då skådespelerskan Ilse Steppat avled strax efter inspelningen.

### Dubbelnollor
Förutom James Bond, 007 medverkar eller omnämns några av hans kollegor i filmerna:
- 002 – Bill Fairbanks. Antas mördad av Fransisco Scaramanga i Beirut 1967. I filmen Mannen med den gyllene pistolen.
- 003 mördades i Sibirien och Bond hittade liket i Levande måltavla.
- 004 mördas i Gibraltar i inledningen av Iskallt uppdrag.
- 006 Alec Trevelyan i Goldeneye som James Bond trodde avlidit under ett gemensamt uppdrag 9 år tidigare men som visade sig vara huvudskurken.
- 009 mördades under ett uppdrag i Berlin, varpå M gav Bond i uppdrag att ta över i Octopussy.
- I Goldfinger säger Bond, då han är nära att dö, att om han dör så ska han ersättas av 008.

Det har framgått att om en så kallad dubbelnolla antingen avlider eller avgår så ersättes denne med en ny person som tar över numret. James Bond själv går i pension i No Time to Die och ersätts av en ny person som tar över numret 007.

### Bondfigurernas medverkan i filmerna
| Film                              | År   | Rollfigur      | Rollfigur        | Rollfigur      | Rollfigur        | Rollfigur       | Rollfigur                         | Rollfigur                      | Rollfigur     | Rollfigur | Rollfigur | Rollfigur | Rollfigur | Rollfigur   |
| Film                              | År   | James Bond     | M                | Moneypenny     | Q                | Felix Leiter    | Bill Tanner                       | Blofeld                        | General Gogol | Jack Wade | Zukovsky  | Hajen     | Mr. White | J.W. Pepper |
| --------------------------------- | ---- | -------------- | ---------------- | -------------- | ---------------- | --------------- | --------------------------------- | ------------------------------ | ------------- | --------- | --------- | --------- | --------- | ----------- |
| Agent 007 med rätt att döda       | 1962 | Sean Connery   | Bernard Lee      | Lois Maxwell   | Peter Burton     | Jack Lord       |                                   |                                |               |           |           |           |           |             |
| Agent 007 ser rött                | 1963 | Sean Connery   | Bernard Lee      | Lois Maxwell   | Desmond Llewelyn |                 | Anthony Dawson (Eric Pohlmann[A]) |                                |               |           |           |           |           |             |
| Goldfinger                        | 1964 | Sean Connery   | Bernard Lee      | Lois Maxwell   | Desmond Llewelyn | Cec Linder      |                                   |                                |               |           |           |           |           |             |
| Åskbollen                         | 1965 | Sean Connery   | Bernard Lee      | Lois Maxwell   | Desmond Llewelyn | Rik Van Nutter  | Anthony Dawson (Eric Pohlmann[A]) |                                |               |           |           |           |           |             |
| Man lever bara två gånger         | 1967 | Sean Connery   | Bernard Lee      | Lois Maxwell   | Desmond Llewelyn |                 | Donald Pleasence                  |                                |               |           |           |           |           |             |
| I hennes majestäts hemliga tjänst | 1969 | George Lazenby | Bernard Lee      | Lois Maxwell   | Desmond Llewelyn | Telly Savalas   |                                   |                                |               |           |           |           |           |             |
| Diamantfeber                      | 1971 | Sean Connery   | Bernard Lee      | Lois Maxwell   | Desmond Llewelyn | Norman Burton   | Charles Gray                      |                                |               |           |           |           |           |             |
| Leva och låta dö                  | 1973 | Roger Moore    | Bernard Lee      | Lois Maxwell   |                  | David Hedison   |                                   | Clifton James                  |               |           |           |           |           |             |
| Mannen med den gyllene pistolen   | 1974 | Roger Moore    | Bernard Lee      | Lois Maxwell   | Desmond Llewelyn |                 |                                   | Clifton James                  |               |           |           |           |           |             |
| Älskade spion                     | 1977 | Roger Moore    | Bernard Lee      | Lois Maxwell   | Desmond Llewelyn |                 | Walter Gotell                     | Richard Kiel                   |               |           |           |           |           |             |
| Moonraker                         | 1979 | Roger Moore    | Bernard Lee      | Lois Maxwell   | Desmond Llewelyn |                 | Walter Gotell                     | Richard Kiel                   |               |           |           |           |           |             |
| Ur dödlig synvinkel               | 1981 | Roger Moore    |                  | Lois Maxwell   | Desmond Llewelyn | James Villiers  | Walter Gotell                     | John Hollis (Robert Rietti[A]) |               |           |           |           |           |             |
| Octopussy                         | 1983 | Roger Moore    | Robert Brown     | Lois Maxwell   | Desmond Llewelyn |                 | Walter Gotell                     |                                |               |           |           |           |           |             |
| Levande måltavla                  | 1985 | Roger Moore    | Robert Brown     | Lois Maxwell   | Desmond Llewelyn |                 | Walter Gotell                     |                                |               |           |           |           |           |             |
| Iskallt uppdrag                   | 1987 | Timothy Dalton | Robert Brown     | Caroline Bliss | Desmond Llewelyn | John Terry      |                                   |                                |               |           |           |           |           |             |
| Tid för hämnd                     | 1989 | Timothy Dalton | Robert Brown     | Caroline Bliss | Desmond Llewelyn | David Hedison   |                                   |                                |               |           |           |           |           |             |
| Goldeneye                         | 1995 | Pierce Brosnan | Judi Dench[B]    | Samantha Bond  | Desmond Llewelyn |                 | Joe Don Baker                     | Robbie Coltrane                |               |           |           |           |           |             |
| Tomorrow Never Dies               | 1997 | Pierce Brosnan | Judi Dench[B]    | Samantha Bond  | Desmond Llewelyn | Michael Kitchen | Joe Don Baker                     |                                |               |           |           |           |           |             |
| Världen räcker inte till          | 1999 | Pierce Brosnan | Judi Dench[B]    | Samantha Bond  | Desmond Llewelyn |                 |                                   | Robbie Coltrane                |               |           |           |           |           |             |
| Die Another Day                   | 2002 | Pierce Brosnan | Judi Dench[B]    | Samantha Bond  | John Cleese[C]   | Michael Kitchen |                                   |                                |               |           |           |           |           |             |
| Casino Royale                     | 2006 | Daniel Craig   | Judi Dench[B]    |                |                  | Jeffrey Wright  |                                   | Jesper Christensen             |               |           |           |           |           |             |
| Quantum of Solace                 | 2008 | Daniel Craig   | Judi Dench[B]    | Rory Kinnear   |                  | Jeffrey Wright  |                                   | Jesper Christensen             |               |           |           |           |           |             |
| Skyfall                           | 2012 | Daniel Craig   | Judi Dench[B]    | Rory Kinnear   | Naomie Harris    | Ben Whishaw     |                                   |                                |               |           |           |           |           |             |
| Spectre                           | 2015 | Daniel Craig   | Ralph Fiennes[D] | Rory Kinnear   | Naomie Harris    | Ben Whishaw     | Christoph Waltz                   | Jesper Christensen             |               |           |           |           |           |             |
| No Time to Die                    | 2020 | Daniel Craig   | Ralph Fiennes[D] | Rory Kinnear   | Naomie Harris    | Ben Whishaw     | Christoph Waltz                   | Jeffrey Wright                 |               |           |           |           |           |             |

A.^ ^ ^ bara röst
B.^ Judi Dench repriserade sin roll i Spectre för en kort cameoroll.
C.^ John Cleese spelade samma karaktär i Världen räcker inte till, men då med namnet R.
D.^ Ralph Fiennes spelade samma karaktär i Skyfall, men då med namnet Gareth Mallory. Han tog över som M i filmens slutsscen.

## Tidningen James Bond Agent 007
Skandinavien är unikt i James Bond-sammanhang genom tidningen James Bond Agent 007, som publicerades mellan 1965 och sent 1990-tal. Där figurerade bland annat de tecknade dagsserierna av de olika Bond-böckerna tecknade av Yaroslav Horak, John McLusky, med flera. Några av de serierna är mycket eftertraktade utomlands eftersom de aldrig har publicerats där, varken i dagstidningar, serietidningar eller album.
Dessutom innehöll tidningen också nyheter och andra Bond-relaterade artiklar, under många år signerade Lisbeth Notini. Tidningen publicerades av Semic förlag, och hade vissa år även specialalbum för julförsäljning. Både tidningarna och albumen kan gå att få tag på hos välsorterade serietidningshandlare, även om de första numren numera är samlarobjekt.

## Musiken
James Bonds tema är säkerligen ett av de mest kända filmmusikstyckena med sitt jazziga gitarriff. Musiken skrevs för filmen Agent 007 med rätt att döda, men det har funnits en del oenigheter om vem som faktiskt skrev det: Monty Norman som anges på alla skivetiketter eller John Barry som senare har skrivit musiken till flest Bond-filmer? Under 1990-talet utfärdades en dom som fastslog att det var Monty Norman som skrev musiken, men det finns mycket som talar för John Barry, nämligen följande:
- John Barrys övriga musik liknar Bond-temat mer än Normans musik gör
- Barry har spelat in en låt tidigare som har drag av James Bond-temat
- John Barry fick fortsätta skriva för Bondfilmerna, inte Norman

Tvisten är rent juridiskt avklarad (läs rättegångsprotokollet här ), men frågan är fortfarande öppen.
Dessutom har varje Bond-film en ny titelsång, av kända artister och grupper som Shirley Bassey, Tom Jones, Duran Duran, Paul McCartney & Wings, Tina Turner, A-ha, KD Lang, Lulu, Madonna och Adele.

## Övrig media
- James Bond Junior - amerikansk tecknad TV-serie från 1991 baserad på böckerna och filmerna om Bond
- James Bond-spel - lista över dator-, bräd- och kortspel som delvis bygger på rollpersonen James Bond
- Black Light – den sista riktiga Bondfilmen - svensk amatörproducerad Bond-film som hade premiär 2017